# Eugenie Bouchard
Eugenie Bouchard, alintată Genie,  (n. 26 februarie 1994) este o jucătoare canadiană de tenis. La Campionatele de la Wimbledon din 2014, ea a devenit prima jucătoare de origine canadiană care a reprezentat Canada în finala unui turneu de Grand Slam la simplu; a fost învinsă de Petra Kvitová. Bouchard a ajuns și în semifinalele Australian Open 2014  și French Open 2014. După ce a câștigat titlul de fete de la Wimbledon în 2012, a fost desemnată Noua venită WTA a anului la sfârșitul turneului WTA 2013. Cea mai înaltă poziție în clasamentul WTA a fost locul 5 mondial, la 20 octombrie 2014, devenind primul jucător de tenis canadian care a fost clasat în top 5 la simplu.

## Finale de Mare Șlem

### Singles: 1 (1 runner-up)
| Outcome   | Year | Turneu    | Surface | Oponentă      | Scor     |
| --------- | ---- | --------- | ------- | ------------- | -------- |
| Runner-up | 2014 | Wimbledon | Iarbă   | Petra Kvitová | 3–6, 0–6 |

## Premii
- 2013 – WTA Newcomer of the Year[6][7]
- 2013 – Tennis Canada female player of the year[9]
- 2013 – Bobbie Rosenfeld Award[10]